# 买吾兰·吐尔逊
买吾兰·吐尔逊（1984年10月17日—），中国维族篮球运动员，司职中锋。曾效力于新疆飞虎、佛山龙狮、江苏大圣、北京翱龙。曾入选2005-2006赛季CBA联赛全明星赛北方队的阵容。

## 家庭
买吾兰·吐尔逊出生于新疆的一个篮球世家。父母都曾是篮球运动员。1987年出生的弟弟买尔丹·吐尔逊，2002年起效力于新疆飞虎，2014年随弟弟一同效力于江苏大圣，2015年加盟北京翱龙。